# Rui Patrício
Rui Pedro dos Santos Patrício (født 15. februar 1988 i Marrazes, Leiria) er en portugisisk fodboldmålmand, som spiller for Al Ain FC. Desuden spiller han for det portugisiske landshold.
Han har tidligere spillet for Wolverhampton Wanderers F.C..